# عنصل هسبيري
العنصل الهسبيري (باللاتينية: Drimia hesperia) نوع نباتي ينتمي إلى جنس العنصل من الفصيلة الهليونية. كان يعرف سابقًا باسم (باللاتينية: Urginea hesperia Webb & Berthel.).

## الموئل والانتشار
موطنه جزر الكناري.

## مرادفات
- (باللاتينية: Urginea hesperia Webb & Berthel.)
- (باللاتينية: Charybdis hesperia (Webb & Berthel.) Speta)
- (باللاتينية: Drimia maritima var. hesperia (Webb & Berthel.) O. Erikss., A. Hansen & Sunding)